# Phemeranthus mengesii
Phemeranthus mengesii är en källörtsväxtart som först beskrevs av W. Wolf, och fick sitt nu gällande namn av Kiger. Phemeranthus mengesii ingår i släktet Phemeranthus och familjen källörtsväxter. Inga underarter finns listade i Catalogue of Life.